# Nuclear Assault
Nuclear Assault est un groupe de thrash metal américain, originaire de New York. 
Nuclear Assault compte actuellement six albums studio en date, le dernier étant Third World Genocide (2005). Leurs albums à succès Survive (1988) et Handle with Care (1989), atteignent la 145e et 126e places du Billboard 200, respectivement.

## Biographie

### Débuts (1984–1985)
Le groupe est formé à New York en 1984 par le bassiste Dan Lilker, qui jouait alors au sein d’Anthrax et qui était à la recherche de sensations sonores encore plus agressives, et John Connelly, roadie au sein d'Anthrax jusqu'alors. Ils sont rejoints par le guitariste Mike Bogush et le batteur Scott Duboys (plus tard de Cities, Cycle Sluts from Hell et Warrior Soul). Ils enregistrent deux démos, qui comprend les chansons Stranded in Hell, The Plague, et Hang the Pope,.
Alors qu’au début des années 1980, le thrash metal est dominé par ses groupes fondateurs tous originaires de Californie (Metallica, Exodus, Testament, Megadeth, Slayer), Nuclear Assault fait partie des premiers à émerger de New York aux côtés d’Overkill et Anthrax. La première performance scénique du groupe s'effectue à l'Union Jack de South River, dans le New Jersey, à la fin de 1984. Le guitariste Mike Bogush est remplacé par Anthony Bramante. La première performance de Bramante avec le groupe s'effectue à L'Amour à Brooklyn, New York en avril 1985. Peu après la performance, Duboys quitte le groupe et est remplacé par le batteur Glenn Evans de l'ancien groupe du New Jersey, T.T. Quick.

### Popularité (1986–1990)
La seconde démo, Live Suffer Die, est enregistrée, puis le groupe part en tournée américaine. Ils signent au label Combat Records et, après l'album Game Over en avril 1986, le groupe tourne en Europe avec Agent Steel et Atomkraft. Plus tard, ne se sentant pas apprécié par Combat Records, le groupe signe avec I.R.S. Records et publie l'album Survive en 1988. L'album atteint la 145e place du Billboard 200. Ils ouvrent ensuite en concert pour Slayer et jouent en tête d'affiche avec Acid Reign. L'album qui suit, Handle with Care en 1989, assiste au pic commercial du groupe, atteignant la 126e place et la 60e place de l'UK Albums Chart puis le groupe tourne au Japon et aux États-Unis avec Testament et Savatage. Le groupe publie son premier album live, Live at the Hammersmith Odeon, en 1990 mais le groupe commence à faire face à des problèmes.
La phrase « The svastika is calling you » (« La svastika vous appelle »), à la fin de leur chanson Torture Tactics, sur l'album Handle with Care, est un extrait du film The Blues Brothers. Dans la version originale du film, cette phrase est tonitruée au mégaphone par le personnage du chef du parti nazi de l'Illinois (interprété par Henry Gibson) lors de la scène du pont. Torture Tactics étant une chanson engagée en ce qu'elle caricature le nazisme, cette phrase est tout indiquée, puisque le personnage des Blues Brothers est lui-même très caricatural.

### Séparation (1991–1996)
Les tournées et enregistrements constants épuisent le groupe, à tel point que des rumeurs font surface selon lesquelles le groupe se serait séparé. Après l'enregistrement de l'album Out of Order, le bassiste quitte le groupe ; en permanente recherche de l’ultime violence musicale, il est déjà parti former Brutal Truth en 1990. Le groupe recrute alors Scott Metaxas à la basse et part en tournée américaine et européenne avant le départ du guitariste Anthony Bramante. En 1993, le groupe publie un dernier album, intitulé Something Wicked et tourne une dernière fois aux côtés du guitariste Dave DiPietro avant de se séparer en 1995.

### Retour (depuis 1997)
Le groupe se reforme en 2002 avec le line-up d’origine pour la sortie d'un album live intitulé Alive Again. Puis en 2005 sort enfin un nouvel album studio baptisé Third World Genocide. Dan Lilker participe aussi au projet Stormtroopers of Death avec Scott Ian et Charlie Benante (Anthrax) et Billy Milano (M.O.D.). Stormtroopers of Death est, à l’origine, un projet exclusivement studio, puis quelques concerts suivent (cf. le CD Live at Budokan). Quatorze ans plus tard sort Bigger than the Devil avec une énorme tournée s'achevant au Japon.
Le groupe Bonded by Blood publie une reprise de la chanson Critical Mass de Nuclear Assault, disponible en pré-vente pour leur troisième album, The Aftermath, publié le 3 juillet 2012. Le groupe est à l'affiche du festival Hellfest, à Clisson, en 2015. Ils publient le 1er juin 2015 un EP intitulé Pounder. Le groupe embarque pour une tournée Final Assault en soutien à l'EP.

## Style musical
Le style musical du groupe est un mélange de punk hardcore et thrash metal intense. Ce style se surnomme crossover thrash (cf. Crossover des Dirty Rotten Imbeciles). Ses deux premiers albums Game Over en 1986, et Survive en 1988 sont considérés comme des références dans leur style. À travers l’extrême violence de leur musique et leurs textes, les musiciens expriment leur dégoût de la politique et de l’ordre établi, mais font également  preuve d'un humour assez corrosif, en témoigne le morceau satirique Butt Fuck en hommage au groupe glam Mötley Crüe.

## Discographie

### Albums studio
- 1986 : Game Over
- 1988 : Survive
- 1989 : Handle with Care
- 1991 : Out of Order
- 1993 : Something Wicked
- 2005 : Third World Genocide

### EP et démos
- 1984 : Nuclear Assault (démo)
- 1985 : Live, Suffer, Die (démo)
- 1986 : Brain Death (EP)
- 1987 : The Plague (EP)
- 1988 : Fight to be Free (EP)
- 1988 : Good Times, Bad Times (EP)

### Albums live
- 1992 : Live at the Hammersmith Odeon
- 2003 : Alive Again

### Compilations
- 1995 : Assault and Battery

## Filmographie
- 1990 : Live at Hammersmith Odeon